# Sonia Friedman

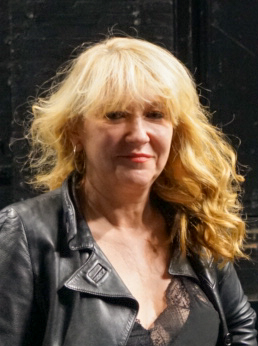
Sonia Friedman

Sonia Friedman, all'anagrafe Sonia Anne Primrose Freedman (aprile 1965) è una produttrice teatrale e produttrice cinematografica britannica.

## Biografia
Sorella minore di Maria Friedman, ha studiato come stage manager alla Central School of Speech and Drama e lavorato al Royal National Theatre dal 1988 al 1993, prima di fondare una compagnia teatrale col regista Max Stafford-Clark nel 1995, unirsi ai produttori dell'Ambassador Theatre Group nel 1998 e, alla fine, fondare la propria casa produttrice, la Sonia Friedman Productions, nel 2002. Le produzioni teatrali prodotte dalla sua compagnia hanno vinto oltre quarantacinque Laurence Olivier Award e trentatré Tony Award. Tra i suoi maggiori successi si ricordano le produzioni di Londra e Broadway di Harry Potter e la maledizione dell'erede, The Book of Mormom, A Little Night Music e La Cage aux Folless e la prima londinese di Dreamgirls.

## Teatrografia parziale
- Morte accidentale di un anarchico (Londra, 1990)
- Il Tartuffo (Londra, 1991)
- Shopping and Fucking (Londra, 1996)
- Tre sorelle (Londra, 1997)
- Rumori fuori scena (Londra, 2000)
- Benefactors (Londra, 2002)
- Macbeth (Londra, 2002)
- Ragtime (Londra, 2003)
- The Woman in White (Londra, 2004; Broadway, 2005)
- Anniversario (Londra, 2005)
- Bent (Londra, 2006)
- Il gabbiano (Broadway, 2008)
- Terra di nessuno (Dublino, 2008; Londra, 2009)
- La Cage aux Folles (Londra, 2008; Broadway, 2010)
- Dancing at Lughnasa (Londra, 2009)
- Otello (Leeds, 2009)
- Uno sguardo dal ponte (Londra, 2009; Broadway, 2010)
- Erano tutti miei figli (Londra, 2010)
- A Little Night Music (Londra, 2009; Broadway, 2011)
- The Mountaintop (Londra, 2009; Broadway, 2012)
- Arcadia (Londra, 2009)
- Legally Blonde (Londra, 2009)
- La calunnia (Londra, 2011)
- Clybourne Park (Londra, 2011)
- Molto rumore per nulla (Londra, 2011)
- The Book of Mormon (Broadway, 2011; Londra, 2013)
- Tradimenti (Londra, 2011)
- Master Class (Londra, 2012)
- Morte di un commesso viaggiatore (Broadway, 2012)
- La dodicesima notte (Londra, 2012; Broadway, 2013)
- Merrily We Roll Along (Londra, 2013)
- Vecchi tempi (Londra, 2013)
- Riccardo III (Broadway, 2013)
- Chimerica (Londra, 2013)
- Spettri (Londra e New York, 2013)
- Amleto (Londra, 2015)
- Orestea (Londra, 2015)
- Farinelli and the King (Londra, 2015; Broadway, 2017)
- King Charles III (Londra, 2014; Broadway, 2015)
- Sunny Afternoon (Londra, 2014)
- Elettra (Londra, 2014)
- Funny Girl (Londra, 2016; tour britannico, 2017)
- Harry Potter e la maledizione dell'erede (Londra, 2016; Broadway, 2018; Melbourne, San Francisco, 2019)
- Dreamgirls (Londra, 2016)
- Lo zoo di vetro (Londra, 2017)
- I mostri sacri (Londra, 2017; Broadway, 2018)
- Chi ha paura di Virginia Woolf? (Londra, 2017)
- The Ferryman (Londra, 2017; Broadway, 2018)
- Amleto (Londra, 2017)
- Il compleanno (Londra, 2018)
- The Inheritance (Londra, 2018)
- Estate e fumo (Londra, 2018)
- All About Eve (Londra, 2019)
- Fiddler on the Roof (Londra, 2019)

## Filmografia parziale

### Produttrice
- Together - film TV, regia di Stephen Daldry (2021)